# Agroeca tikaderi
Espèce
Synonymes
- Mimetus tikaderi Gajbe, 1992

Agroeca tikaderi est une espèce d'araignées aranéomorphes de la famille des Liocranidae.

## Distribution
Cette espèce est endémique du Chhattisgarh en Inde,. Elle se rencontre dans le district de Narayanpur.

## Description
La femelle holotype mesure 6,20 mm.

## Systématique et taxinomie
Cette espèce a été décrite sous le protonyme Mimetus tikaderi par Gajbe en 1992. L'appartenance de cette espèce aux Liocranidae est constatée par Harms et Harvey en 2009. Elle est placée dans le genre Agroeca par Sudhin, Sankaran et Sen en 2024.

## Étymologie
Cette espèce est nommée en l'honneur de Benoy Krishna Tikader.

## Publication originale
- Gajbe, 1992 : « A new Mimetus spider from India (Araneae: Mimetidae). » Records of the Zoological Survey of India, vol. 91, p. 427-429 (texte intégral).